# Francis Bret Harte
Francis Bret Harte   (Albany, 25 d'agost de 1836 - Londres, 5 de maig de 1902) va ser un escriptor nord-americà, famós com a poeta i sobretot per les seves cròniques i relats sobre la vida del pioner a Califòrnia, pertanyent al Realisme.

## Biografia
Nen encara va quedar orfe de pare i va aprendre l'ofici de caixista, que va exercir des de 1857 al diari Golden Era de San Francisco, Califòrnia, en què va publicar també els seus primers treballs literaris, que ja van cridar poderosament l'atenció del públic i li van valer la plaça de redactor en cap d'aquell diari. Després va ser director de la Weckly Californian (1864/67), i el 1868 fundà la revista Overland Monthly, en la qual publicà moltes de les seves novel·les curtes, les quals li donaren molta fama als Estats Units. El 1870 va ser nomenat professor de literatura contemporània de la Universitat de San Francisco, però l'any següent es va traslladar a Nova York a fi de buscar un camp més ample per a la seva activitat. Va entrar després a la carrera consular i va estar successivament a Crafeld (Alemanya) ia Glasgow, traslladant-se més tard a Londres, on va fixar la seva residència. Harte va ser un dels literats nord-americans més populars, no només al seu país, sinó a Europa.
Les seves descripcions dels costums californians van ser l'origen de tota una literatura pintoresca que, si no, no ha pogut superar encara el model, ni gairebé igualar-lo. En efecte, la gràcia, la ironia, la simpatia que es desprèn dels seus relats, fins i tot els d'assumpte menys atraient, i, sobretot, la poderosa originalitat de la seva imaginació, fan del popular literat nord-americà una de les figures més característiques de la moderna literatura.
El que potser crida més l'atenció de les obres de Harte és la naturalitat i la modèstia, ja que l'autor mai no hi és present, ni ningú no podrà endevinar què és el que recomana ni què és el que rebutja. Les seves obres han estat traduïdes a tots els idiomes, i a Espanya és principalment conegut pels Esbossos californians, selecció de les seves millors novel·les curtes, si bé posteriorment es van publicar algunes altres de les seves produccions.

## Obra
| - The Lost Galleon and Other Tales (1867) - Condensed Novels (1867) - The Luck of Roaring Camp (1870) - Plain Language from Truthful James (1870) - Poems (1871) - East and West Poems (1871) - Stories of the Sierras and Other Sketches (1872) - The Little Drummer (1872) - Mrs. Skaggs' Husbands (1873) - Tales of the Argonauts (1875) - Echoes of the Foot-Hills (1875) - Wan Lee: The Pagan (1876) - Two Men of Sandy Bar (1876) - Gabriel Conroy (1876) - Thankful Blossom (1877) - The Story of a Mine (1878) - Drift from Two Shores (1878) - The Twins of Table Mountain (1879) - Poetical Works (1880) - Flip and Found at Blazing Star (1882) - In the Carquinez Woods (1883) | - On the Frontier (1884) - By Shore and Sedge (1885) - Maruja (1885) - The Queen of the Pirate Isle (1886) - Snow-Bound at Eagle's (1886) - The Crusade of the Excelsior (1887) - A Millionaire of Rough-and-Ready (1887) - A Phyllis of the Sierras (1888) - The Argonauts of North Liberty (1888) - Cressy (1889) - The Heritage of Dedlow Marsh (1889) - A Ward of the Golden Gate (1890) - A Waif of the Plains (1890) - A Sappho of the Green Springs (1891) - A First Family of Tasajara (1891) | - Colonel Starbottle's Client (1892) - Susy: A Story of the Plains (1893) - Sally Dows (1893) - A Protégée of Jack Hamlin's (1894) - The Bell-Ringer of Angel's (1894) - Clarence (1895) - In a Hollow of the Hills (1895) - Poetical Works of Bret Harte (1896) - Barker's Luck and Other Stories (1896) - Three Partners (1897) - Some Later Verses (1898) - Tales of Trail and Town (1898) - Stories in Light and Shadow (1898) - Mr. Jack Hamlin's Meditation (1899) - The Complete Poetical Works (1899) | - From Sand Hill to Pine (1900) - Under the Redwoods (1901) - Condensed Novels: Second Series (1902) - Sue: A Play in Three Acts (1902) - Openings in the Old Trail (1902) - Trent's Trust (1903) - The Lectures of Bret Harte (1909) - Poems and Stories (1912) - The Works of Bret Harte (1914) - The Story of Enriquez (1924) - Sketches of the Sixties (1926) - The Letters of Bret Harte (1926) - Representative Selections (1941) - The Outcasts of Poker Flat (1952) - Selected Letters of Bret Harte (1997) |